# Movceaniv, Novhorod-Siverskîi
Movceaniv (în ucraineană Мовчанів) este un sat în comuna Vorobiivka din raionul Novhorod-Siverskîi, regiunea Cernihiv, Ucraina.

## Demografie
Componența lingvistică a localității Movceaniv
     Rusă (87,5%)
     Ucraineană (12,5%)
Conform recensământului din 2001, majoritatea populației localității Movceaniv era vorbitoare de rusă (87,5%), existând în minoritate și vorbitori de ucraineană (12,5%).